# Società Sportiva Nola 1995-1996
Questa voce raccoglie le informazioni riguardanti la Società Sportiva Nola nelle competizioni ufficiali della stagione 1995-1996.

## Stagione
La stagione 1995-1996 del Nola è stata la 6ª stagione in Serie C1, la settima nel terzo livello del campionato italiano, contando anche la Serie C 1946-1947. È stata l'ultima stagione del Nola tra i professionisti: infatti, dopo la retrocessione in C2 a seguito dei play-off contro la Juve Stabia, la società rinunciò a iscriversi al campionato successivo e rinacque come Virtus Nola ripartendo dall'1996-1997.

## Organigramma societario
- Presidente: Mario Felice Nusco
- Vice Presidente: Giovambattista La Marca
- Amministratore unico: geom. Crescenzo Nappi
- Segretario: Angelo Pizzo
- Direttore generale: Paolo Fino
- Direttore Sportivo: Luciano Tarantino
- Allenatore: Giovanni Simonelli, poi Carmelo Bagnato
- Allenatore in seconda: Stefano Miele
- Preparatore atletico: Eugenio Albarella
- Responsabile del settore giovanile: Vincenzo Adamo
- Medico sociale: dott. Andrea D'Alessandro
- Massaggiatore: Francesco Fuschillo e Gaetano Forcella
- Sede sociale: via dei Mille, 69, 80035, Nola (NA)

## Rosa
| N. |                   | Ruolo | Calciatore          |
| -- | ----------------- | ----- | ------------------- |
|    | Italia (bandiera) | P     | Andrea Armellini    |
|    | Italia (bandiera) | P     | Domenico Cecere     |
|    | Italia (bandiera) | C     | Fabio Battafarano   |
|    | Italia (bandiera) | C     | Vincenzo Caccavale  |
|    | Italia (bandiera) | C     | Giuliano Camporese  |
|    | Italia (bandiera) | D     | Antonio Carannante  |
|    | Italia (bandiera) | C     | Domenico Celardo    |
|    | Italia (bandiera) | D     | Luciano Civero      |
|    | Italia (bandiera) | D     | Michele Cunti       |
|    | Italia (bandiera) | D     | Luigi Di Simone     |
|    | Italia (bandiera) | D     | Fabio Di Sole       |
|    | Italia (bandiera) | A     | Massimiliano Fanesi |
|    | Italia (bandiera) | A     | Luigi Ferraro       |
|    | Italia (bandiera) | P     | Giuseppe Fioretti   |
|    | Italia (bandiera) | D     | Giuseppe Geraldi    |

| N. |                   | Ruolo | Calciatore             |
| -- | ----------------- | ----- | ---------------------- |
|    | Italia (bandiera) | A     | Massimiliano Laghi     |
|    | Italia (bandiera) | C     | Vincenzo Lanotte       |
|    | Italia (bandiera) | C     | Nicola Losacco         |
|    | Italia (bandiera) | A     | Alessandro Lupo        |
|    | Italia (bandiera) | C     | Nicola Mariniello      |
|    | Italia (bandiera) | P     | Sebastiano Nese        |
|    | Italia (bandiera) | C     | Gaetano Perrella       |
|    | Italia (bandiera) | A     | Pietro Pinto           |
|    | Italia (bandiera) | D     | Riccardo Quarto        |
|    | Italia (bandiera) | C     | Alessandro Sinanovitch |
|    | Italia (bandiera) | D     | Carlo Tebi             |
|    | Italia (bandiera) | A     | Luca Terenzi           |
|    | Italia (bandiera) | A     | Raffaele Valentino     |
|    | Italia (bandiera) | A     | Diego Virille          |

## Risultati

### Serie C1

#### Girone di andata
| Nola 27 agosto 1995 | Nola             | 0 – 0 | Lecce | Stadio Comunale Piazza d'Armi\| Arbitro: \| Ferrarini (Roma) \| |
| Arbitro:            | Ferrarini (Roma) |       |       |                                                                 |

| Arbitro: | Capozzi (Vicenza) |

|             |           |           |
| Barbera 33’ | Marcatori | 37’ Cunti |

| Arbitro: | Gambino (Barletta) |

|           |           |  |
| Laghi 37’ | Marcatori |  |

| Arbitro: | Apricena (Firenze) |

|             |           |  |
| Cataldi 65’ | Marcatori |  |

| Arbitro: | Sorte (Bergamo) |

|  |           |            |
|  | Marcatori | 47’ Gonano |

| Arbitro: | Tullio (Avezzano) |

|                                     |           |  |
| Putelli 6’ (rig.), 42’, 45’ Pin 19’ | Marcatori |  |

| Nola 1995, ore ??:?? UTC+1 7ª giornata | Nola              | 0 – 0 | Trapani | Stadio Comunale Piazza d'Armi\| Arbitro: \| Piretti (Ravenna) \| |
| Arbitro:                               | Piretti (Ravenna) |       |         |                                                                  |

| Arbitro: | Pizzini (Verona) |

|             |           |  |
| Damiani 44’ | Marcatori |  |

| Arbitro: | Urbano (Carbonia) |

|                  |           |  |
| Laghi 34’ (rig.) | Marcatori |  |

| Gualdo Tadino 29 ottobre 1995 10ª giornata | Gualdo            | 0 – 0 | Nola | Stadio Carlo Angelo Luzi (1000 spett.)\| Arbitro: \| Innocente (Udine) \| |
| Arbitro:                                   | Innocente (Udine) |       |      |                                                                           |

| Arbitro: | Rosetti (Torino) |

|                  |           |             |
| Lupo 8’ Zago 72’ | Marcatori | 18’ Perrone |

| Arbitro: | Sirotti (Forlì) |

|              |           |  |
| Quaranta 38’ | Marcatori |  |

| Arbitro: | Sirotti (Forlì) |

|                                 |           |          |
| Caruso 8’, 29’ Galli 32’ (rig.) | Marcatori | 38’ Zago |

| Arbitro: | Lion (Padova) |

|             |           |           |
| Lanotte 44’ | Marcatori | 56’ Feola |

| Arbitro: | Preschern (Mestre) |

|           |           |                 |
| Laghi 28’ | Marcatori | 72’ Delle Donne |

| Torre del Greco 17 dicembre 1995 16ª giornata | Turris          | 0 – 0 | Nola | Stadio Amerigo Liguori (2000 spett.)\| Arbitro: \| Cossero (Udine) \| |
| Arbitro:                                      | Cossero (Udine) |       |      |                                                                       |

| Nola 30 dicembre 1995 17ª giornata | Nola          | 0 – 0 | Chieti | Stadio Comunale Piazza d'Armi (750 spett.)\| Arbitro: \| Longo (Paola) \| |
| Arbitro:                           | Longo (Paola) |       |        |                                                                           |

#### Girone di ritorno
| Arbitro: | Corda (Cagliari) |

|               |           |  |
| Francioso 77’ | Marcatori |  |

| Arbitro: | Soffritti (Ferrara) |

|          |           |              |
| Tebi 90’ | Marcatori | 65’ D'Antimi |

| Arbitro: | Piretti (Ravenna) |

|                |           |  |
| Donnarumma 85’ | Marcatori |  |

| Arbitro: | Silvestrini (Macerata) |

|          |           |  |
| Lupo 25’ | Marcatori |  |

| Arbitro: | Nucini (Bergamo) |

|                                 |           |  |
| Monti 4’ Corvo 22’ Mascioli 93’ | Marcatori |  |

| Nola 25 febbraio 1996 | Nola              | 0 – 0 | Siena | Stadio Comunale Piazza d'Armi (800 spett.)\| Arbitro: \| Capozzi (Vicenza) \| |
| Arbitro:              | Capozzi (Vicenza) |       |       |                                                                               |

| Arbitro: | Bertini (Arezzo) |

|                                         |           |  |
| Marta 27’ Zago 70’ (aut.) Simonetta 90’ | Marcatori |  |

| Arbitro: | Fausti (Milano) |

|                         |           |                    |
| Fanesi 18’, 45'+2’, 46’ | Marcatori | 41’, 55’ Mirabelli |

| Arbitro: | Guiducci (Arezzo) |

|               |           |  |
| 69’ Gianguzzo | Marcatori |  |

| Arbitro: | Pirrone (Messina) |

|  |           |                |
|  | Marcatori | 74’ Conticchio |

| Arbitro: | Cecotti (Udine) |

|                                                   |           |          |
| Napoleoni 43’ Matticari 62’ (rig.) Di Michele 90’ | Marcatori | 45’ Zago |

| Arbitro: | Ferrarini (Parma) |

|            |           |             |
| Fanesi 41’ | Marcatori | 43’ Cicconi |

| Arbitro: | Airoldi (Molfetta) |

|             |           |                          |
| Geraldi 33’ | Marcatori | 46’ Michelini 71’ Caruso |

| Castellammare di Stabia 5 maggio 1996 31ª giornata | Juve Stabia      | 0 – 0 | Nola | Stadio Romeo Menti (1521 spett.)\| Arbitro: \| Rosetti (Torino) \| |
| Arbitro:                                           | Rosetti (Torino) |       |      |                                                                    |

| Arbitro: | Baglioni (Prato) |

|                           |           |  |
| Farneti 63’ Battaglia 84’ | Marcatori |  |

| Nola 19 maggio 1996 33ª giornata | Nola             | 0 – 0 | Turris | Stadio Comunale Piazza d'Armi (2500 spett.)\| Arbitro: \| Nucini (Bergamo) \| |
| Arbitro:                         | Nucini (Bergamo) |       |        |                                                                               |

| Chieti 26 maggio 1996 34ª giornata | Chieti             | 0 – 0 | Nola | Stadio Guido Angelini (1700 spett.)\| Arbitro: \| Preschern (Mestre) \| |
| Arbitro:                           | Preschern (Mestre) |       |      |                                                                         |

#### Play-out
| Arbitro: | Pin (Conegliano) |

|                      |           |  |
| Zago 18’ Virille 66’ | Marcatori |  |

| Arbitro: | Sirotti (Forlì) |

|                                                |           |  |
| Costantino 3’ Buoncammino 22’ Pizzo 48’ (rig.) | Marcatori |  |

### Coppa Italia Serie C
| Casal di Principe 20 agosto 1995 Primo turno - Andata | Albanova            | 0 – 0 | Nola | Stadio Angelo Scalzone\| Arbitro: \| Pascariello (Lecce) \| |
| Arbitro:                                              | Pascariello (Lecce) |       |      |                                                             |

| Arbitro: | Ciullo |

|                                 |                      |                            |
| Perrella Fanesi Di Sole Gerardi | Tiri di rigore 1 – 3 | Cetronio Basile Fontanella |

## Statistiche

### Statistiche di squadra
| Competizione         | Punti | In casa | In casa | In casa | In casa | In casa | In casa | In trasferta | In trasferta | In trasferta | In trasferta | In trasferta | In trasferta | Totale | Totale | Totale | Totale | Totale | Totale | DR  |
| Competizione         | Punti | G       | V       | N       | P       | Gf      | Gs      | G            | V            | N            | P            | Gf           | Gs           | G      | V      | N      | P      | Gf     | Gs     | DR  |
| -------------------- | ----- | ------- | ------- | ------- | ------- | ------- | ------- | ------------ | ------------ | ------------ | ------------ | ------------ | ------------ | ------ | ------ | ------ | ------ | ------ | ------ | --- |
| Serie C1             | 29    | 17      | 5+1     | 9       | 3       | 13+2    | 11      | 17           | 0            | 5            | 12+1         | 3            | 25+3         | 34+2   | 5+1    | 14     | 15+1   | 16+2   | 36+3   | -21 |
| Coppa Italia Serie C | -     | 1       | 0       | 1       | 0       | 0       | 0       | 1            | 0            | 1            | 0            | 0            | 0            | 2      | 0      | 2      | 0      | 0      | 0      | 0   |
| Totale               | -     | 17      | 6       | 10      | 3       | 15      | 11      | 17           | 0            | 6            | 13           | 3            | 28           | 36     | 8      | 16     | 16     | 18     | 39     | -21 |

### Statistiche dei giocatori
| Giocatore      | Serie C1 | Serie C1 | Serie C1    | Serie C1   | Coppa Italia Serie C | Coppa Italia Serie C | Coppa Italia Serie C | Coppa Italia Serie C | Totale   | Totale | Totale      | Totale     |
| Giocatore      | Presenze | Reti     | Ammonizioni | Espulsioni | Presenze             | Reti                 | Ammonizioni          | Espulsioni           | Presenze | Reti   | Ammonizioni | Espulsioni |
| -------------- | -------- | -------- | ----------- | ---------- | -------------------- | -------------------- | -------------------- | -------------------- | -------- | ------ | ----------- | ---------- |
| A. Armellini   | 34       | -36      | ?           | ?          | 2                    | 0                    | ?                    | ?                    | 36       | -36    | ?           | ?          |
| F. Battafarano | 32       | 0        | ?           | ?          | 1                    | 0                    | ?                    | ?                    | 33       | 0      | ?           | ?          |
| V. Caccavale   | 10       | 0        | ?           | ?          | 0                    | 0                    | ?                    | ?                    | 10       | 0      | ?           | ?          |
| G. Camporese   | 6        | 0        | ?           | ?          | 1                    | 0                    | ?                    | ?                    | 7        | 0      | ?           | ?          |
| A. Carannante  | 19       | 0        | ?           | ?          | 0                    | 0                    | ?                    | ?                    | 19       | 0      | ?           | ?          |
| D. Celardo     | 5        | 0        | ?           | ?          | 2                    | 0                    | ?                    | ?                    | 7        | 0      | ?           | ?          |
| L. Civero      | 21       | 0        | ?           | ?          | 1                    | 0                    | ?                    | ?                    | 22       | 0      | ?           | ?          |
| M. Cunti       | 28       | 1        | ?           | ?          | 2                    | 0                    | ?                    | ?                    | 30       | 1      | ?           | ?          |
| L. Di Simone   | 12       | 0        | ?           | ?          | 0                    | 0                    | ?                    | ?                    | 12       | 0      | ?           | ?          |
| F. Di Sole     | 14       | 0        | ?           | ?          | 1                    | 0                    | ?                    | ?                    | 15       | 0      | ?           | ?          |
| M. Fanesi      | 32       | 4        | ?           | ?          | 2                    | 0                    | ?                    | ?                    | 34       | 4      | ?           | ?          |
| L. Ferraro     | 1        | 0        | ?           | ?          | 0                    | 0                    | ?                    | ?                    | 1        | 0      | ?           | ?          |
| G. Geraldi     | 20       | 1        | ?           | ?          | 1                    | 0                    | ?                    | ?                    | 21       | 1      | ?           | ?          |
| M. Laghi       | 30       | 3        | ?           | ?          | 0                    | 0                    | ?                    | ?                    | 30       | 3      | ?           | ?          |
| V. Lanotte     | 19       | 1        | ?           | ?          | 0                    | 0                    | ?                    | ?                    | 19       | 1      | ?           | ?          |
| N. Losacco     | 33       | 0        | ?           | ?          | 2                    | 0                    | ?                    | ?                    | 35       | 0      | ?           | ?          |
| A. Lupo        | 29       | 2        | ?           | ?          | 1                    | 0                    | ?                    | ?                    | 30       | 2      | ?           | ?          |
| N. Mariniello  | 5        | 0        | ?           | ?          | 2                    | 0                    | ?                    | ?                    | 7        | 0      | ?           | ?          |
| S. Nese        | 1        | 0        | ?           | ?          | 0                    | 0                    | ?                    | ?                    | 1        | 0      | ?           | ?          |
| G. Perrella    | 21       | 0        | ?           | ?          | 1                    | 0                    | ?                    | ?                    | 22       | 0      | ?           | ?          |
| P. Pinto       | 2        | 0        | ?           | ?          | 1                    | 0                    | ?                    | ?                    | 3        | 0      | ?           | ?          |
| C. Tebi        | 31       | 1        | ?           | ?          | 1                    | 0                    | ?                    | ?                    | 32       | 1      | ?           | ?          |
| L. Terenzi     | 1        | 0        | ?           | ?          | 1                    | 0                    | ?                    | ?                    | 2        | 0      | ?           | ?          |
| R. Valentino   | 13       | 0        | ?           | ?          | 2                    | 0                    | ?                    | ?                    | 15       | 0      | ?           | ?          |
| D. Virille     | 19       | 0        | ?           | ?          | 0                    | 0                    | ?                    | ?                    | 19       | 0      | ?           | ?          |
| A. Zago        | 32       | 3        | ?           | ?          | 2                    | 0                    | ?                    | ?                    | 34       | 3      | ?           | ?          |